# Élections législatives de 1919 dans l'Hérault
Les élections législatives du 16 novembre 1919, et éventuellement dans l'hypothèse d'un second tour du 30 novembre 1919, sont organisées selon un scrutin de liste dans le cadre du département : tout candidat obtenant la majorité absolue des suffrages est élu, les sièges restants étant attribués à la représentation proportionnelle à la plus forte moyenne. Elles marquèrent au niveau national la victoire du Bloc national de centre-droit. La nouvelle assemblée fut surnommée « Chambre bleu horizon », en référence à la couleur bleu horizon des uniformes des très nombreux anciens combattants qui y siègeront.

## Élus
|   | Député élu                 |  | Groupe parlementaire             |
| - | -------------------------- |  | -------------------------------- |
| 1 | Louis Guibal               |  | Indépendants de droite           |
| 2 | Henri de Rodez-Bénavent    |  | Indépendants de droite           |
| 3 | Xavier de Magallon d'Agens |  | Indépendants de droite           |
| 4 | Pierre Viala               |  | Gauche républicaine démocratique |
| 5 | Charles Guilhaumon         |  | Républicain socialiste           |
| 6 | Édouard Barthe             |  | Parti socialiste                 |
| 7 | Jean Félix                 |  | Parti socialiste                 |

## Résultats départementaux

### Par listes
| Listes         | Listes                                                                     | Premier tour | Premier tour | Sièges |
| Listes         | Listes                                                                     | Voix         | %            | Sièges |
| -------------- | -------------------------------------------------------------------------- | ------------ | ------------ | ------ |
|                | Liste d'Union nationale, d'ordre, de travail et de progrès                 | 28 876       | 33,09        | 3      |
|                | Liste d'Union républicaine d'action économique et sociale                  | 28 178       | 32,29        | 2      |
|                | Liste d'Union socialiste de défense des combattants et d'action économique | 27 997       | 32,09        | 2      |
|                |                                                                            |              |              |        |
| Inscrits       | Inscrits                                                                   | 139 340      | 100,00       | 7      |
| Votants        | Votants                                                                    | 88 094       | 63,22        |        |
| Abstention     | Abstention                                                                 | 50 246       | 36,06        |        |
| Blancs et nuls | Blancs et nuls                                                             | 828          | 0,95         |        |
| Exprimés       | Exprimés                                                                   | 87 258       | 99,05        |        |

### Par candidats
| Candidat       | Candidat                   | Tendance            | Premier tour | Premier tour |
| Candidat       | Candidat                   | Tendance            | Voix         | %            |
| -------------- | -------------------------- | ------------------- | ------------ | ------------ |
|                | Louis Guibal               | Droite              | 30 215       | 34,63        |
|                | Henri de Rodez-Bénavent    | Droite              | 29 029       | 33,27        |
|                | Doumet                     | Droite              | 28 412       | 32,56        |
|                | Xavier de Magallon d'Agens | Action française    | 29 296       | 33,57        |
|                | Delpont                    | Droite              | 28 394       | 32,54        |
|                | Vitalis                    | Droite              | 28 940       | 33,17        |
|                | Miquel                     | Droite              | 27 842       | 31,91        |
|                |                            |                     |              |              |
|                | Louis Lafferre             | PRRRS               | 27 792       | 31,85        |
|                | Pierre Viala               | Radical indépendant | 28 838       | 33,05        |
|                | Pierre Masse               | PRRRS               | 28 543       | 32,71        |
|                | Charles Caffort            | PRRRS               | 28 489       | 32,65        |
|                | Esteve                     | DVG                 | 27 222       | 31,20        |
|                | Charles Guilhaumon         | PRS                 | 29 339       | 33,62        |
|                | Rey                        | DVG                 | 27 028       | 30,97        |
|                |                            |                     |              |              |
|                | Édouard Barthe             | SFIO                | 32 679       | 37,45        |
|                | Camille Reboul             | SFIO                | 27 617       | 31,65        |
|                | Cabanon                    | SFIO                | 26 689       | 30,59        |
|                | Jean Félix                 | SFIO                | 27 820       | 31,88        |
|                | Gonnet                     | SFIO                | 27 200       | 31,17        |
|                | Martin                     | SFIO                | 27 336       | 31,33        |
|                | Ricaud                     | SFIO                | 26 638       | 30,53        |
|                |                            |                     |              |              |
| Inscrits       | Inscrits                   | Inscrits            | 139 340      | 100,00       |
| Votants        | Votants                    | Votants             | 88 094       | 63,22        |
| Abstention     | Abstention                 | Abstention          | 50 246       | 36,06        |
| Blancs et nuls | Blancs et nuls             | Blancs et nuls      | 828          | 0,95         |
| Exprimés       | Exprimés                   | Exprimés            | 87 258       | 99,05        |